# Wapen van Boortmeerbeek

Het wapen van Boortmeerbeek sinds 1986.

Het Wapen van Boortmeerbeek is het heraldisch wapen van de Belgische gemeente Boortmeerbeek. Dit wapen werd op 8 juli 1986 aan de gemeente toegekend.

## Geschiedenis
Het wapen is gebaseerd op dat van de baronnen de Meester de Ravestein. Het wapen werd door de voormalige gemeente Hever gevoerd, dat in de 18e eeuw in het bezit was van de Baronnen de Meester de Ravestein en in 1977 fusioneerde met Boortmeerbeek tot de huidige fusiegemeente Boortmeerbeek.

## Blazoen
Het huidige wapen heeft de volgende blazoenering:
In sabel negen aanstotende bollen van goud, kruisgewijze geplaatst. Het schild getopt met een helm van zilver, getralied, gehalsband en omboord van goud, gevoerd en gehecht van keel, met wrong en dekkleden van goud en van sabel; helmteken: de bollen van het schild tussen een vlucht van sabel.